# Regietów Wyżny
Regietów Wyżny – część wsi Regietów  w Polsce, położona w województwie małopolskim, w powiecie gorlickim, w gminie Uście Gorlickie. Dawniej odrębna wieś.

## Historia
Pod zaborem austriackim Regietów Wyżny stanowił gminę jednostkową w powiecie Gorlice w cyrkule jasielskim, liczącą w 1854 roku 575 mieszkańców.
W Polsce Regietów Wyżny stanowił gminę w powiecie gorlickim w województwie krakowskim, liczącą w 1921 roku 362 mieszkańców.
W latach 1975–1998 miejscowość administracyjnie należała do województwa nowosądeckiego.